# Lituania en los Juegos Paralímpicos de Tokio 2020
Lituania estuvo representada en los Juegos Paralímpicos de Tokio 2020 por once deportistas, diez hombres y una mujer.

## Medallistas
El equipo paralímpico lituano obtuvo las siguientes medallas:
| Nombre | Deporte  | Evento                   |
| --- | -------- | ------------------------ |
| Oro |          |                          |
| — |          |                          |
| Plata |          |                          |
| — |          |                          |
| Bronce |          |                          |
| Mantas Brazauskis Artūras Jonikaitis Nerijus Montvydas Genrik Pavliukianec Justas Pažarauskas Marius Zibolis | Golbol   | Torneo masculino         |
| Edgaras Matakas                                                                                              | Natación | 50 m libre S11 masculino |
| Osvaldas Bareikis                                                                                            | Yudo     | –73 kg masculino         |